# Nogueira (Vila Nova de Cerveira)
Nogueira ist ein Ort und eine ehemalige Gemeinde (Freguesia) im Norden Portugals.
Nogueira gehört zum Kreis Vila Nova de Cerveira im Distrikt Viana do Castelo. Die Gemeinde hatte eine Fläche von 2,3 km² und hat 315 Einwohner (Stand 30. Juni 2011).
Am 29. September 2013 wurden die Gemeinden Nogueira und Reboreda zur neuen Gemeinde União das Freguesias de Reboreda e Nogueira zusammengeschlossen.